# Engelbert Gitterle

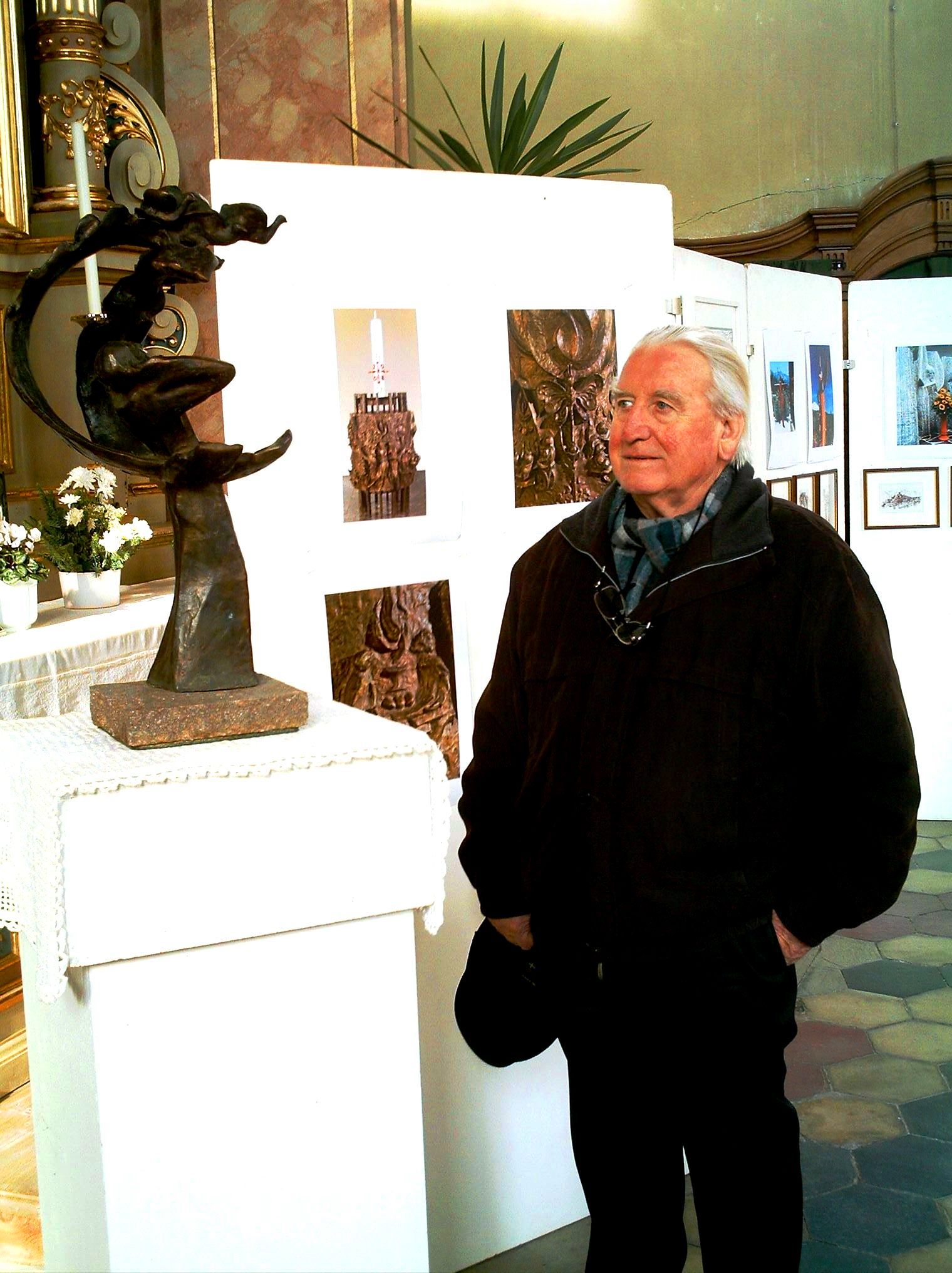
Engelbert Gitterle vor seiner Bronzeskulptur „Der lauschende Franziskus“ anlässlich seiner Ausstellung in der St. Barbarakirche zu Fließ (2011)

Engelbert Gitterle (* 24. Februar 1931 in Urgen, Fließ, Oberinntal; † 26. August 2021 ebendort) war ein österreichischer Künstler und Kunstpädagoge.

## Leben
Gitterles Eltern waren Kleinbauern im Tiroler Oberinntal. Er selber war Lehrer an verschiedenen Schulen. Als Hauptschuldirektor von Prutz gründete er gemeinsam mit Eltern, Schülern, Lehrern und den Bürgern von elf Gemeinden die erste Ganztagsschule Österreichs und mit Ernst Meyer aus Heidelberg das  „Europäische Pädagogische Symposion Oberinntal“, ein Forum für pädagogische Gespräche und Weiterbildung. Daraus entwickelten sich die „Oberinntaler Diskurse“. Als Professor für Kunsterziehung an der Pädagogischen Akademie in Zams hat er viele Lehrer ausgebildet.
Er selbst sagte: „Ich vermag nicht zu sagen, was Kunst ist, ich weiß nur, dass Schönheit ein ganz großes Geschenk ist, das mich in der Tiefe berührt und den innersten Klang der Gestirne und alles Geschaffenen ausmacht. Vielleicht west auch in meinem Gekritzel die Ahnung von allem.“

## Werke

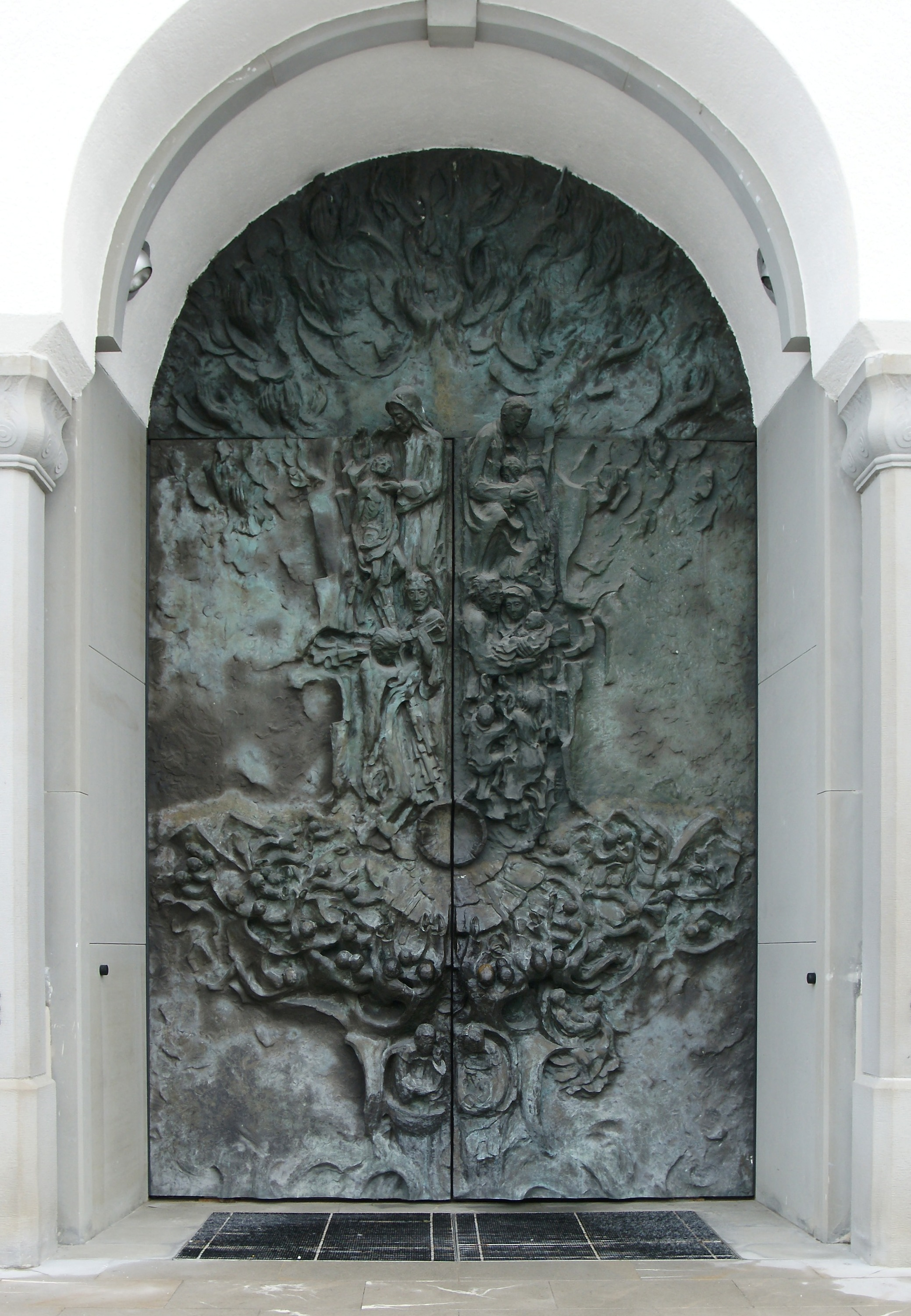
Westportal-Bronze-Relief Fegefeuer Pfarrkirche Alberschwende

- 1972: Kupfertreibarbeit: drei Tore des neuen Portalvorbaues der Barbarakirche in Fließ[2]
- 1977: Betonglasfenster der Mariahilfkapelle in Unterfaggen[2]
- 1979: Bronze-Relief in der Aufbahrungshalle in Alberschwende[3]
- 1980: Bronze-Relief Fegefeuer der Türen des Westportals der Pfarrkirche hl. Martin in Alberschwende[3]
- 1995: Denkmal zu Rudolf Gomperz in St. Anton am Arlberg[4]
- 1993: Lebensbrunnen aus Bronze und Glas in der Grabstätte des Simon Alois Maaß und der Gedenkstätte zu Otto Neururer und Franz Flür in der Unterkirche der Mariä-Himmelfahrt-Kirche in Fließ[5]
- 1971: Altartisch in der Kapelle St. Josef der Arbeiter in Niedergallmigg, Fließ[6]
- Skulptur aus Carrara-Marmor Pietà und Opfertisch als Kriegerdenkmal in Prutz[7]
- 1978: Denkmal für die Opfer der Kriege in Pians[8]
- Die Fassade des Hotels Yscla in Ischgl sowie unzählige Fassaden fast in jedem Oberländer Ort[9]
- Das Priestergrab in Prutz
- Der Bronzebrunnen vor der Pfarrkirche in Weer
- Der Orpheuszyklus im Hotel Cervosa in Serfaus
- 1995: Der rundum mit nachösterlichen Szenen gestaltete Osterleuchter aus Bronze in der Pfarrkirche in Imst[10]
- Franziskusstele Lob der Schöpfung vor dem Eingang der Klosterkirche der Kreuzschwestern in Hall in Tirol
- Denkmal für die Opfer der Kriege in Feichten im Kaunertal[11]
- Skulptur des Hl. Martin in Faggen in Tirol
- Mozartbrunnen in Ried im Oberinntal

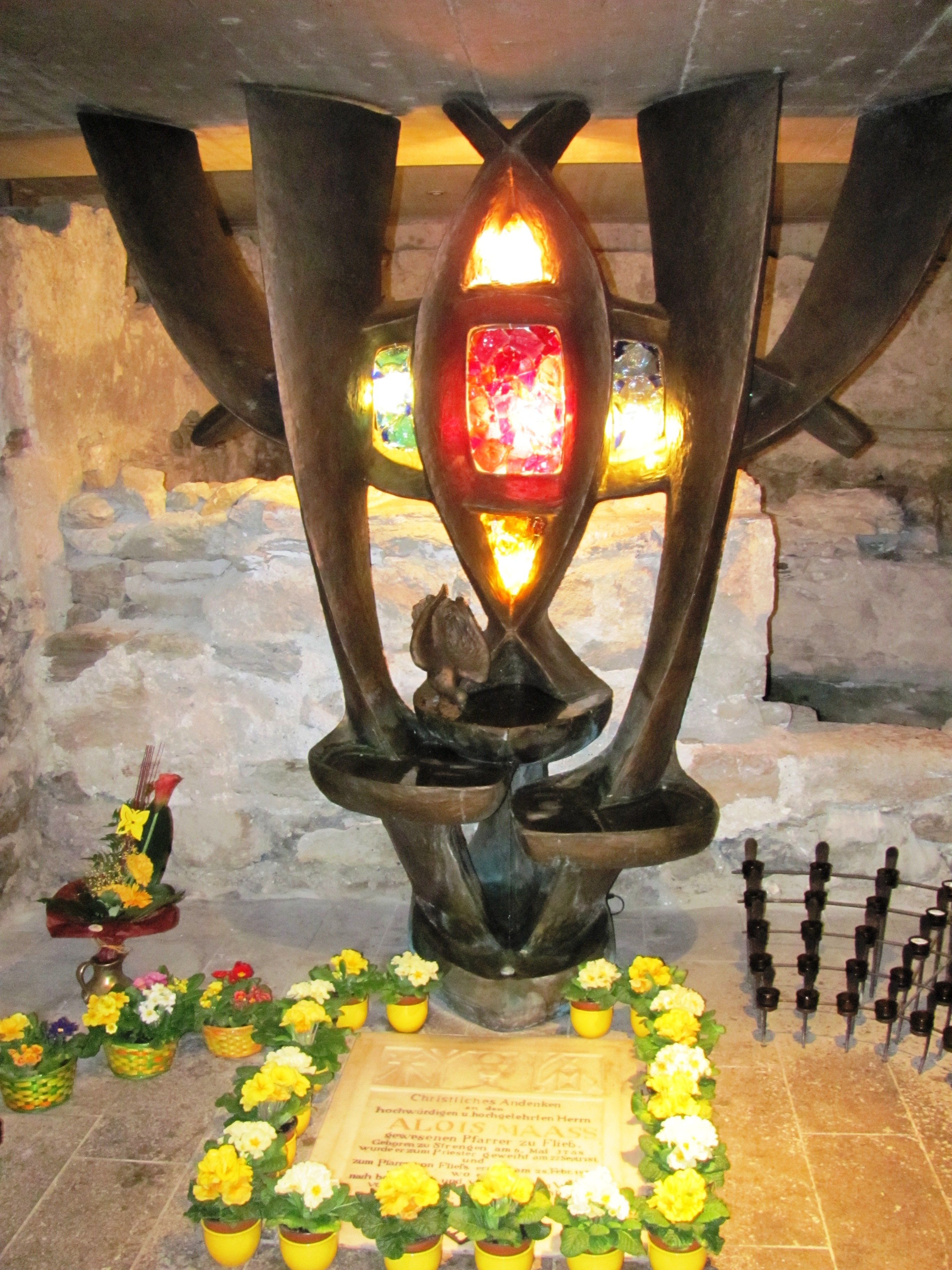
Das von Engelbert Gitterle neu gestaltete Grabmal für den „Alten Fließer Pfarrer“ Simon Alois Maaß in der Krypta der Maria-Himmelfahrtskirche zu Fließ